# محكمة عدل شرق إفريقيا
محكمة عدل شرق افريقيا هي هيئة قضائية قائمة على المعاهدات من مجموعة شرق أفريقيا مكلفة بضمان الالتزام بالقانون في تفسير وتطبيق والامتثال لمعاهدة مجموعة شرق إفريقيا لعام 1999. وتتكون المحكمة من قسمين: قسم ابتدائي وشعبة الاستئناف. يتم تعيين قضاة بحد أقصى عشرة في القسم الابتدائي وخمسة في دائرة الاستئناف، من قبل قمة مجموعة شرق إفريقيا، أعلى هيئة في المجتمع من بين الأشخاص الذين أوصت بهم الدول الشريكة والذين ثبت نزاهتهم، الحياد والاستقلالية والوفاء بالشروط المطلوبة في بلدانهم لمنصب قضائي رفيع، أو هم فقهاء ذوو كفاءة معترف بها.

## الاختصاص القضائي
للمحكمة اختصاص في تفسير وتطبيق المعاهدة وقد يكون لها اختصاص أصلي آخر أو استئنافي أو حقوق إنسان أو اختصاص آخر عند إبرام بروتوكول لتحقيق هذه الولاية القضائية الموسعة. قد تكون الإحالة إلى المحكمة من قبل الأشخاص الاعتباريين والطبيعيين والدول الشريكة والأمين العام للمجتمع.
الأساس الذي يمكن لأي مقيم في دولة شريكة الرجوع إليه للبت فيه من قبل المحكمة أو قانونية أي قانون أو لائحة أو توجيه أو قرار أو إجراء صادر عن دولة شريكة أو مؤسسة من مؤسسات المجتمع يكون على أساس أنه "غير قانوني" "أو" انتهاك "لأحكام المعاهدة.
يُلغى اختصاص المحاكم الوطنية في أي مكان تمنحه المعاهدة لمحكمة شرق إفريقيا، لأن قرارات المحكمة بشأن تفسير المعاهدة وتطبيقها لها الأسبقية على قرارات المحاكم الوطنية بشأن مسألة مماثلة.

## الحكم
تعتبر المحكمة أمرًا إلزاميًا وتحدد كل إحالة يتم إجراؤها إليها وفقًا للمعاهدة وفقًا لقواعدها، ثم تصدر في جلسة علنية حكمًا مسببًا يكون نهائيًا وملزمًا وقاطعًا وغير قابل للاستئناف رهنا بالمراجعة. .
يجوز تقديم طلب مراجعة الحكم إلى المحكمة. ولكن فقط إذا كان مبنيًا على اكتشاف بعض الحقائق التي كان من الممكن أن يكون لها تأثير حاسم على الحكم لو تم عرضه على المحكمة في وقت إصدار الحكم، ولكن في ذلك الوقت المعني لم تكن معروفة لكل من المحكمة والطرف مقدم الطلب، وأيضًا لم يتمكن هذا الطرف مع بذل العناية المعقولة من اكتشافها قبل إصدار الحكم، أو بسبب خطأ ما أو احتيال أو خطأ في وجه السجل أو لأنه تم ارتكاب الظلم.
إن مستقبل المحاكم الإقليمية الأخرى ذات الاختصاصات المتضاربة مثل السوق المشتركة لشرق وجنوب إفريقيا، ومجموعة التنمية لأفريقيا الجنوبية، والمحكمة الأفريقية لحقوق الإنسان والشعوب، قد ألقى به في شكوك خطيرة بسبب هذه الأحكام.

### القبول
أي نزاع يتعلق بتفسير أو تطبيق المعاهدة أو أي من المسائل المحالة إلى المحكمة لا يمكن أن يخضع لأية طريقة للتسوية غير تلك المنصوص عليها في المعاهدة. في حالة إحالة النزاع إلى المحكمة، يتعين على الدول الشريكة الامتناع عن أي إجراء قد يكون ضارًا بحل النزاع أو قد يؤدي إلى تفاقمه أكثر، يجب على الدولة الشريكة أو المجلس «اتخاذ» دون تأخير التدابير اللازمة لتنفيذ حكم المحكمة.